# تاريخ سقطرى
يصف تاريخ سقطرى الثقافات والأحداث والشعوب والأهمية الاستراتيجية للتجارة البحرية لما يُعرف بسقطرى، وهي جزيرة تابعة للجمهورية اليمنية، وتحت سيطرة المجلس الانتقالي الجنوبي الانفصالي المدعوم من دولة الإمارات العربية المتحدة، وهو فصيل انفصالي يشارك في الحرب الأهلية في اليمن. تقع سقطرى بين مضيق غواردافوي وبحر العرب وبالقرب من طرق الشحن الرئيسية، وهي أكبر الجزر الأربع في أرخبيل سقطرى.

## الاسم
أختلف العلماء حول أصل اسم الجزيرة. وقد يكون اسم سقطرى مشتقًا من:
- مصطلح يوناني مشتق من اسم قبيلة جنوبية عربية ذكرت في النقوش السبئية والحضرمية باسم Dhū-Śakūrid (S³krd). [2]
- الاسم اليوناني Dioskouridon nēsos ( Διοσκουρίδων νῆσος ) والذي يعني "جزيرة ديوسكوري ". [3]
- المصطلح العربي "سقطرى" والذي ينقسم إلى: "سوق" و"قطرة" وهي صيغة غير رسمية تشير إلى دم التنين. في الواقع كانت عاصمة سقطرى تُدعى "سوق (سقطرى) [الإنجليزية]" وفقًا لتقارير البرتغاليين في القرن السادس عشر، حيث اشاروا إليها بمعنى السوق.[4]

## عصور ما قبل التاريخ
لا يوجد وضوح حول متى وعلى يد من استوطنت سقطرى لأول مرة. تم العثور على أدوات حجرية قديمة في منطقة حديبو في عام 2008.   

## التاريخ القديم
بحلول مطلع العصر المشترك ، كانت سقطرى مفترق طرق للتجارة على أساس الرياح الموسمية . جمعت هذه التجارة البحرية أشخاصًا من سواحل غرب المحيط الهندي والبحر الأحمر وشرق إفريقيا.  ساهمت سقطرى في هذه التجارة البحرية بقذائف السلحفاة وراتنجات المر واللبان وشجرة التنين ، وهي ذات قيمة عالية كبخور عطرية وتستخدم على نطاق واسع في الطب ومستحضرات التجميل. 
ولكن مع حلول القرن الرابع ، انخفض الطلب على الراتنجات مما أفسح المجال لاقتصاد تربية الماشية المنظم في القبائل الرعوية. 

### المصادر المكتوبة

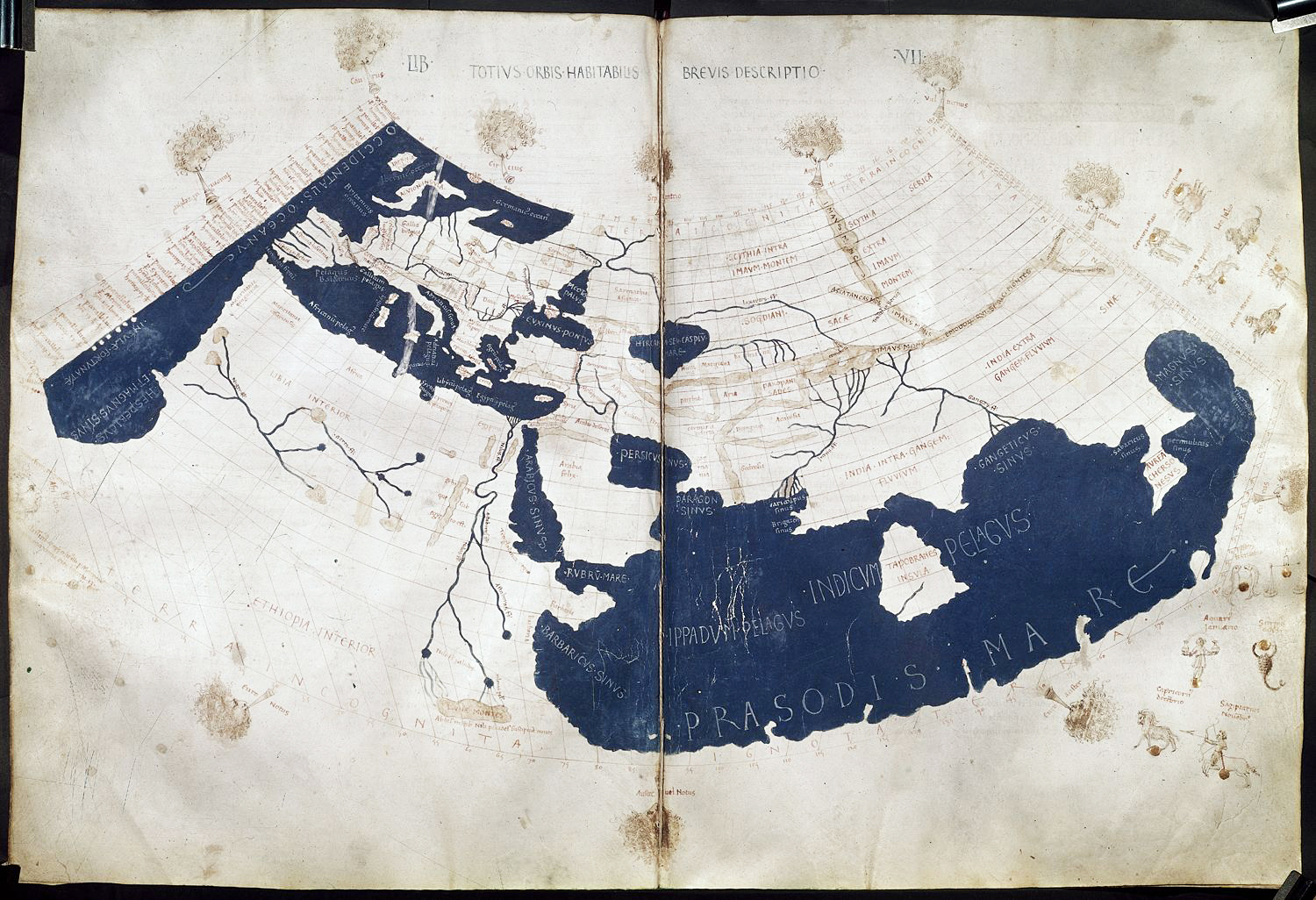
سقطرى على خريطة العالم لبطليموس، أعيد تشكيلها من جغرافيته في القرن الخامس عشر

### مواقع الصخور المنحوتة (البتروغليفية)

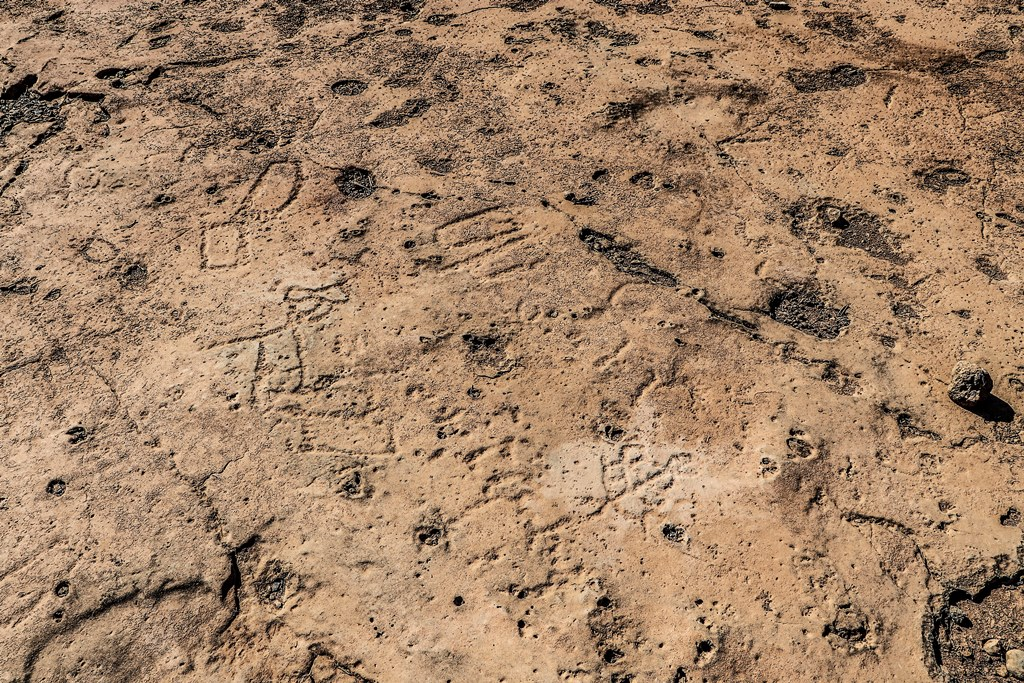
إريوش بتروجليفس